# Gyrophragmium delilei
Gyrophragmium delilei är en svampart som beskrevs av Mont. 1843. Gyrophragmium delilei ingår i släktet Gyrophragmium och familjen Agaricaceae.   Inga underarter finns listade i Catalogue of Life.